# Scotophilus celebensis
Scotophilus celebensis is een zoogdier uit de familie van de gladneuzen (Vespertilionidae). De wetenschappelijke naam van de soort werd voor het eerst geldig gepubliceerd door Henri Jacob Victor Sody in 1928.

## Voorkomen
De soort komt voor in Indonesië.